# Station Utrecht Overvecht
Station Utrecht Overvecht is een voorstadshalte op de grens van de Utrechtse wijken Overvecht en Tuindorp. Het station werd geopend op 26 mei 1968, aan de toen nog tweesporige spoorlijn Utrecht - Zwolle. Het oorspronkelijke stationsgebouw was van het type sextant.

## Spoorverdubbeling
In 1992 was bij station Overvecht de spoorverdubbeling gereed, waarbij het station volledig vernieuwd werd, met een nieuw eilandperron. Er zijn nu in feite twee spoorlijnen naast elkaar: voor sprinters en voor intercity's apart.
Alle treinen naar Utrecht Centraal vertrekken van een van de twee sporen langs dit eilandperron, te weten spoor 2 en spoor 3. De treinen in alle andere richtingen vertrekken van spoor 1. De intercitytreinen en andere doorgaande treinen op de lijn Utrecht - Amersfoort gebruiken de sporen 4 en 5 waaraan geen perrons liggen.
Opmerkelijk is dat er op de intercitysporen links wordt gereden: Richting Utrecht op spoor 4 en richting Amersfoort op spoor 5. Hierdoor hoeven de treinen rondom Utrecht Centraal minder kruisende bewegingen te maken. De treinen uit Amersfoort/Bilthoven komen aan op het intercityspoor 4 en de sprinters uit Bilthoven veranderen vlak voor Overvecht van spoor en halteren dan op spoor 3. Bij Blauwkapel kruisen de treinen elkaar ongelijkvloers. Tussen Blauwkapel en Amersfoort rijden ze rechts.

## Treinen
In de dienstregeling 2025 stoppen de volgende treinen in Utrecht Overvecht:
| Serie | Treinsoort    | Route | Bijzonderheden |
| ----- | ------------- | --- | --- |
| 4900  | Sprinter (NS) | Utrecht Centraal – Utrecht Overvecht – Hilversum – Almere Centrum                                                          | Stopt niet in Hilversum Media Park en Bussum Zuid. Stopt van maandag t/m vrijdag tussen circa 6:30 en 20:00 uur, op zaterdag tussen circa 10:00 en 20:00 uur en op zondag tussen circa 11:00 en 20:00 uur niet te Hollandsche Rading. |
| 5500  | Sprinter (NS) | Utrecht Centraal – Utrecht Overvecht – Den Dolder – Baarn                                                                  | Rijdt 's avonds en in het weekend 1x per uur. |
| 5600  | Sprinter (NS) | Utrecht Centraal – Utrecht Overvecht – Amersfoort Centraal – Zwolle                                                        | |
| 5700  | Sprinter (NS) | Utrecht Centraal – Utrecht Overvecht – Hilversum – Weesp – Amsterdam Zuid – Schiphol Airport – Hoofddorp – Leiden Centraal | Rijdt niet na 20:00 uur. Rijdt vrijdag en in het weekend niet tussen Hoofddorp en Leiden Centraal. |
| 28300 | Sprinter (NS) | Utrecht Centraal – Utrecht Overvecht – Utrecht Maliebaan                                                                   | Trein naar het Spoorwegmuseum, alleen als dit open is (niet op maandag, behalve tijdens de schoolvakanties) |

## Bussen
| Lijn | Route                                                                                      | Vervoerder     | Platform |
| ---- | ------------------------------------------------------------------------------------------ | -------------- | -------- |
| 1    | Hoograven - Rivierenwijk - Centraal Station - Centrum - Vogelenwijk - Tuinwijk - Overvecht | U-OV (Qbuzz)   | A/B      |
| 6    | Centraal Station - Centrum - Pijlsweerd - Ondiep - Overvecht-Zuid - Station Overvecht      | U-OV (Qbuzz)   | C        |
| 11   | Vleuten - Leidsche Rijn - Zuilen - Overvecht                                               | U-OV (Qbuzz)   | C        |
| 30   | Station Overvecht - Wittevrouwen - Rijnsweerd - Science Park                               | U-OV (Qbuzz)   | D        |
| N20  | Utrecht → Overvecht → Zuilen → Maarssen → Breukelen → Loenen aan de Vecht → Utrecht        | Syntus Utrecht | A        |

## Ontwikkeling aantal reizigers
Het aantal door NS vervoerde reizigers (per gemiddelde werkdag) ontwikkelde zich sedert 2019 als volgt:
| Jaar | Aantal reizigers |
| ---- | ---------------- |
| 2019 | 9.294            |
| 2020 | 4.324            |
| 2021 | 4.700            |
| 2022 | 6.472            |
| 2023 | 7.654            |
| 2024 | 7.306            |

## Trivia
- Op het station is een glijbaan Transferversneller aangebracht, voor mensen met haast.[3][4] De glijbaan is aan de Overvechtzijde van de voetgangerstunnel geplaatst.
- De voetgangerstunnel, die niet alleen de sporen, maar ook de wijk Tuindorp met de wijk Overvecht verbindt, zou niet afgesloten worden met OV-chippoortjes. Dat had de Utrechtse gemeenteraad besloten in maart 2014. Volgens de raad fungeerde de onderdoorgang als een belangrijke verbinding tussen Tuindorp en Overvecht. In 2015 zijn er toch poortjes geplaatst en is de tunnel afgesloten voor eenieder die niet incheckt bij de NS.

## Afbeeldingen

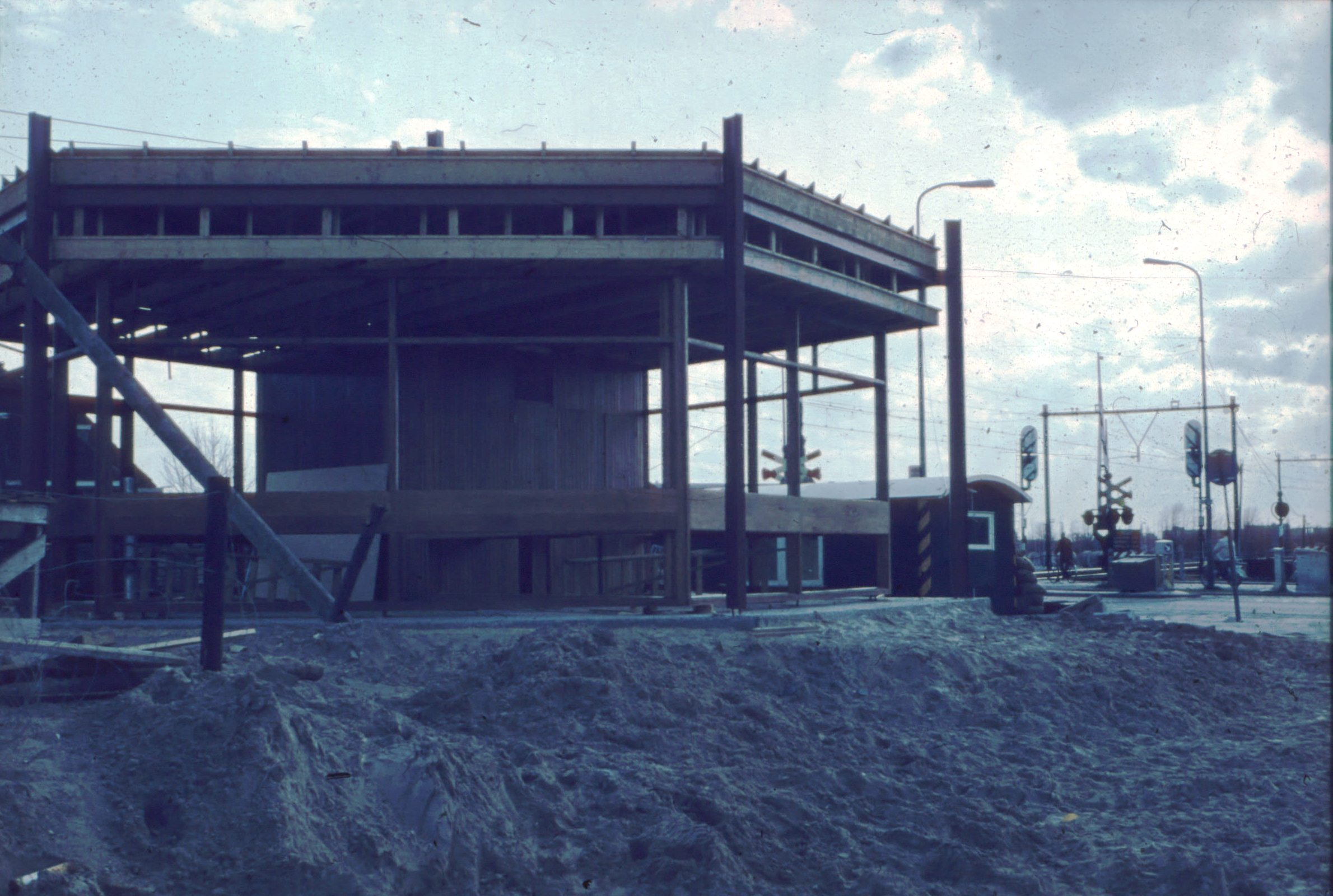
Bouw van het eerste station in 1968
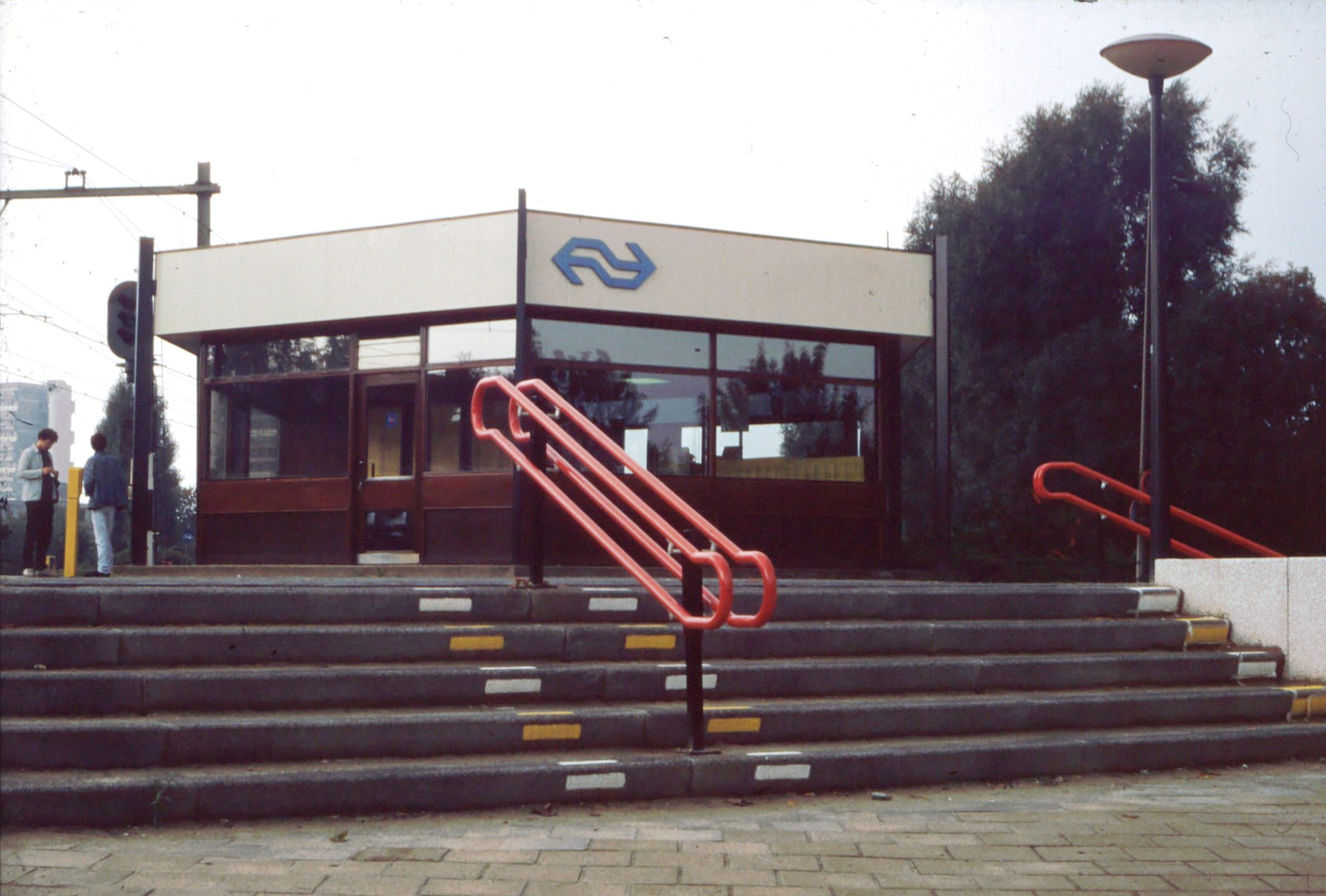
De Sextant in 1987
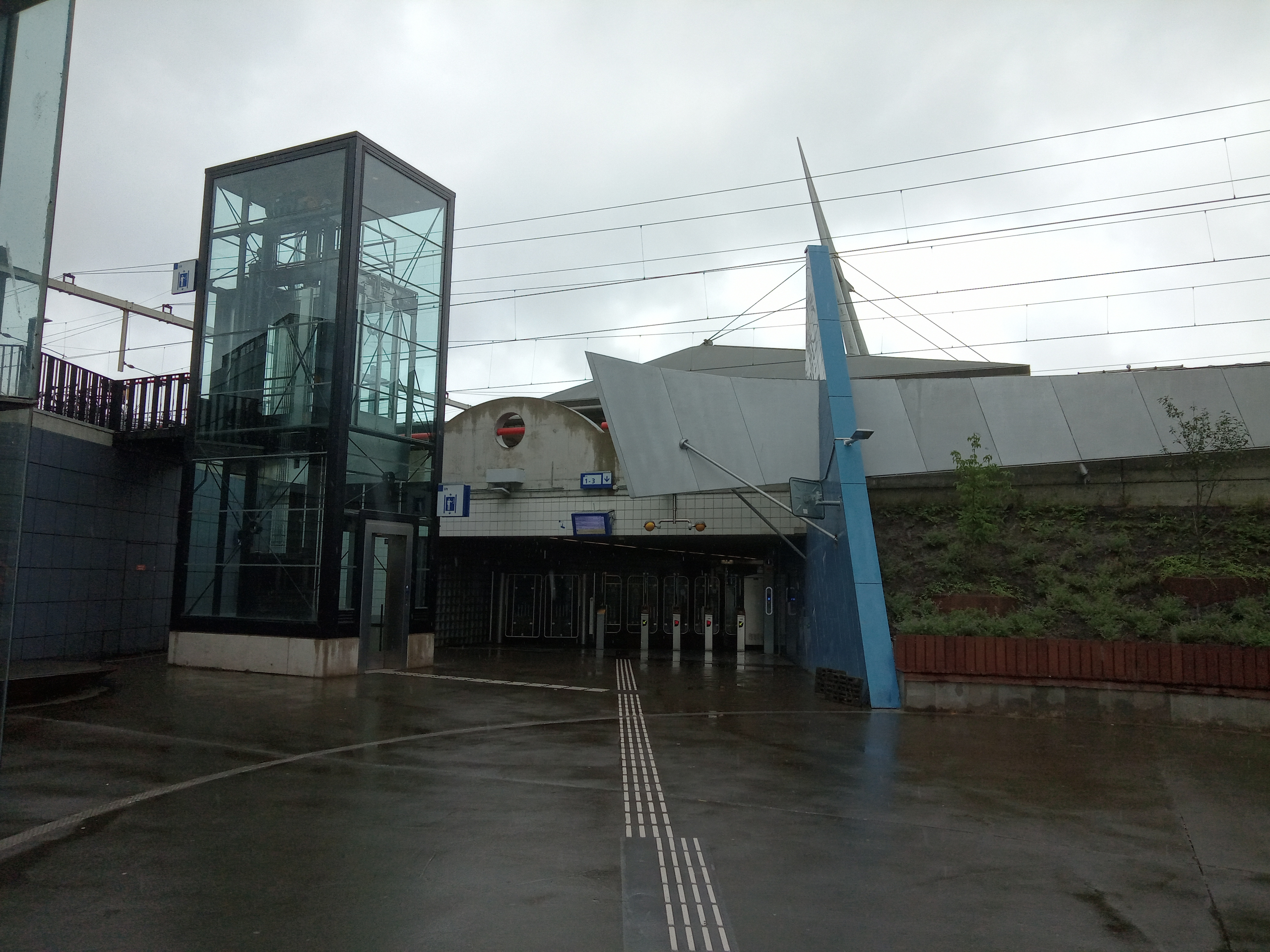
De ingang van het station
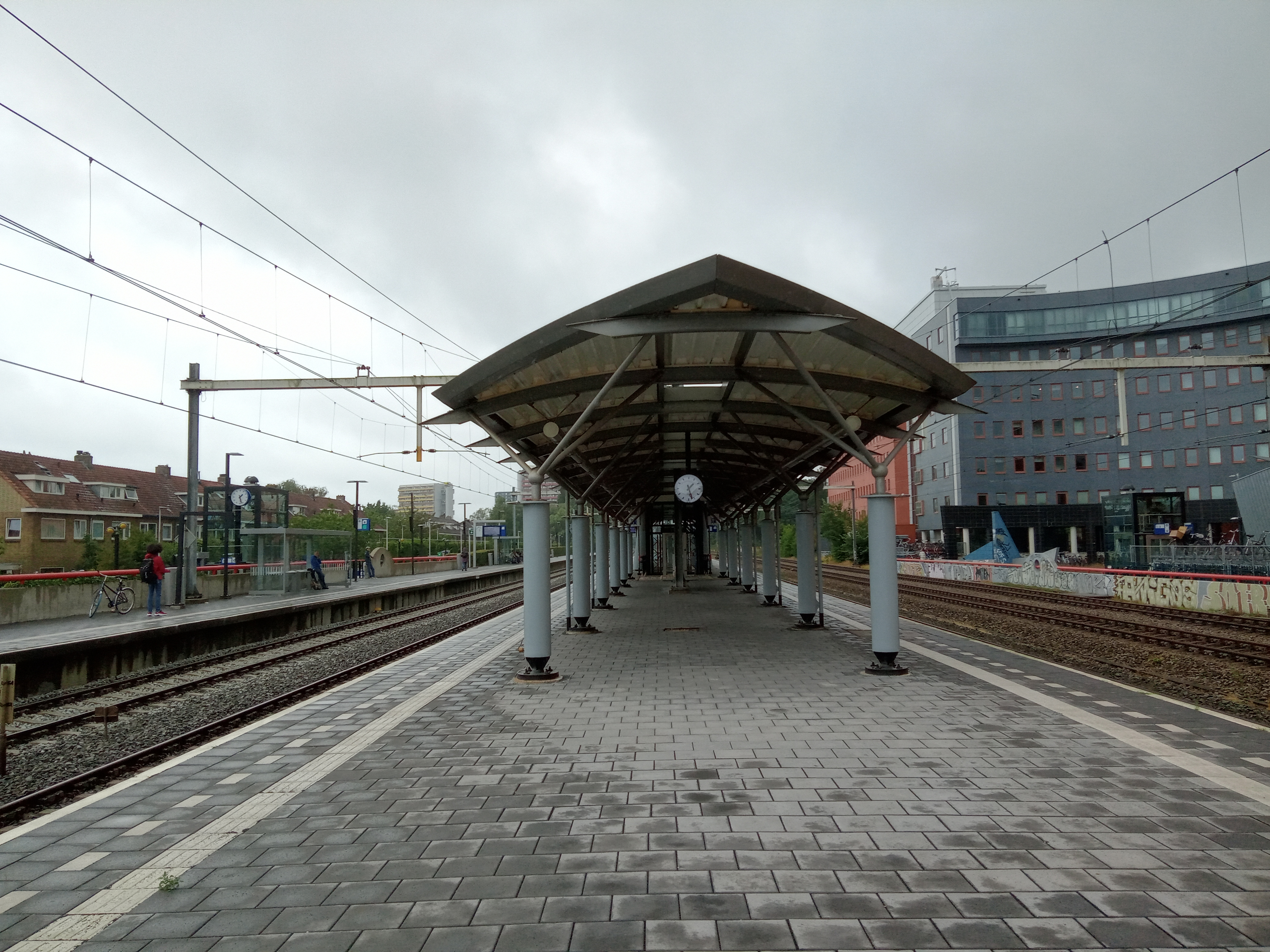
Het perron voor spoor 2 en 3
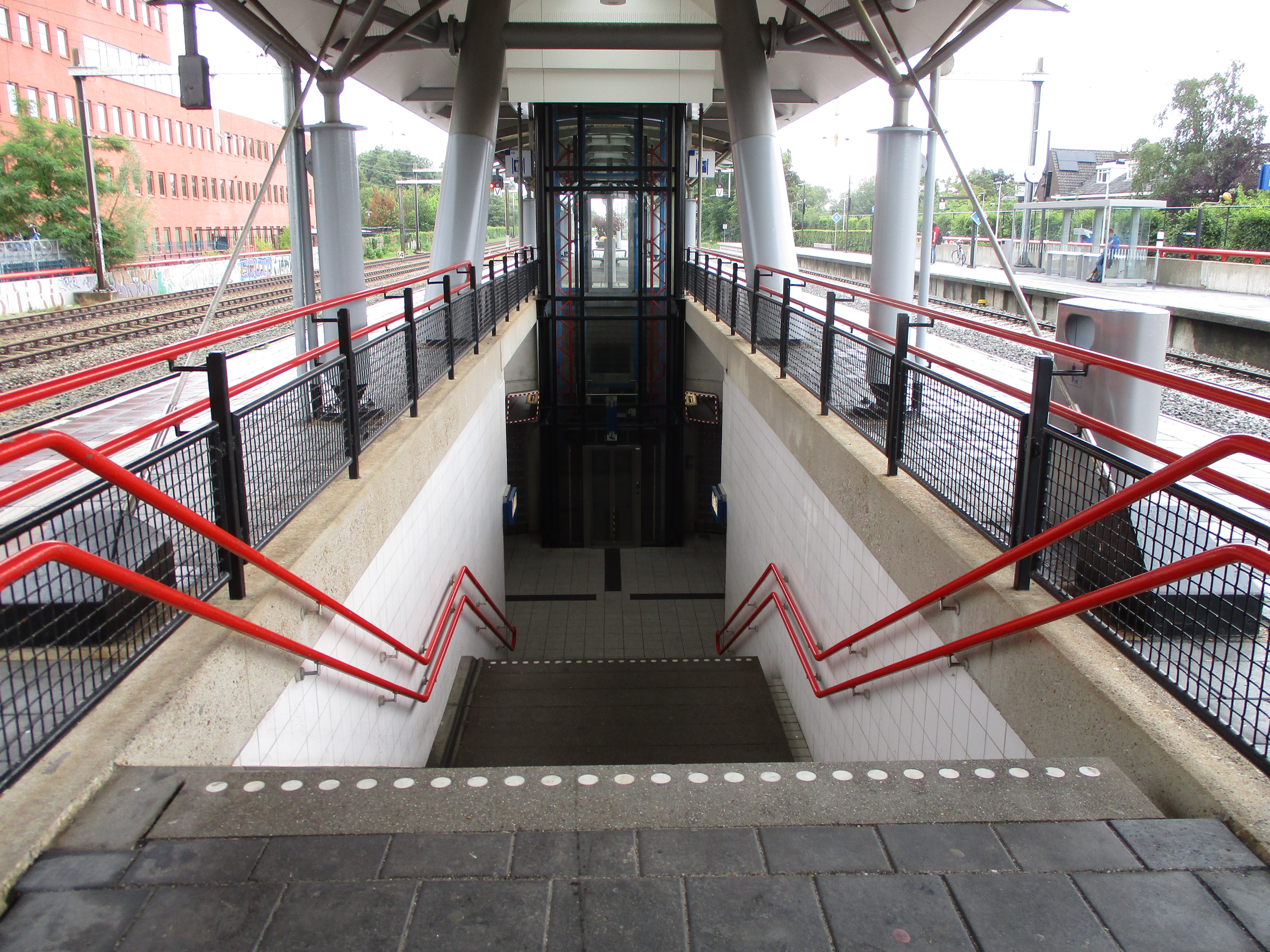
De trap naar sporen 2 en 3
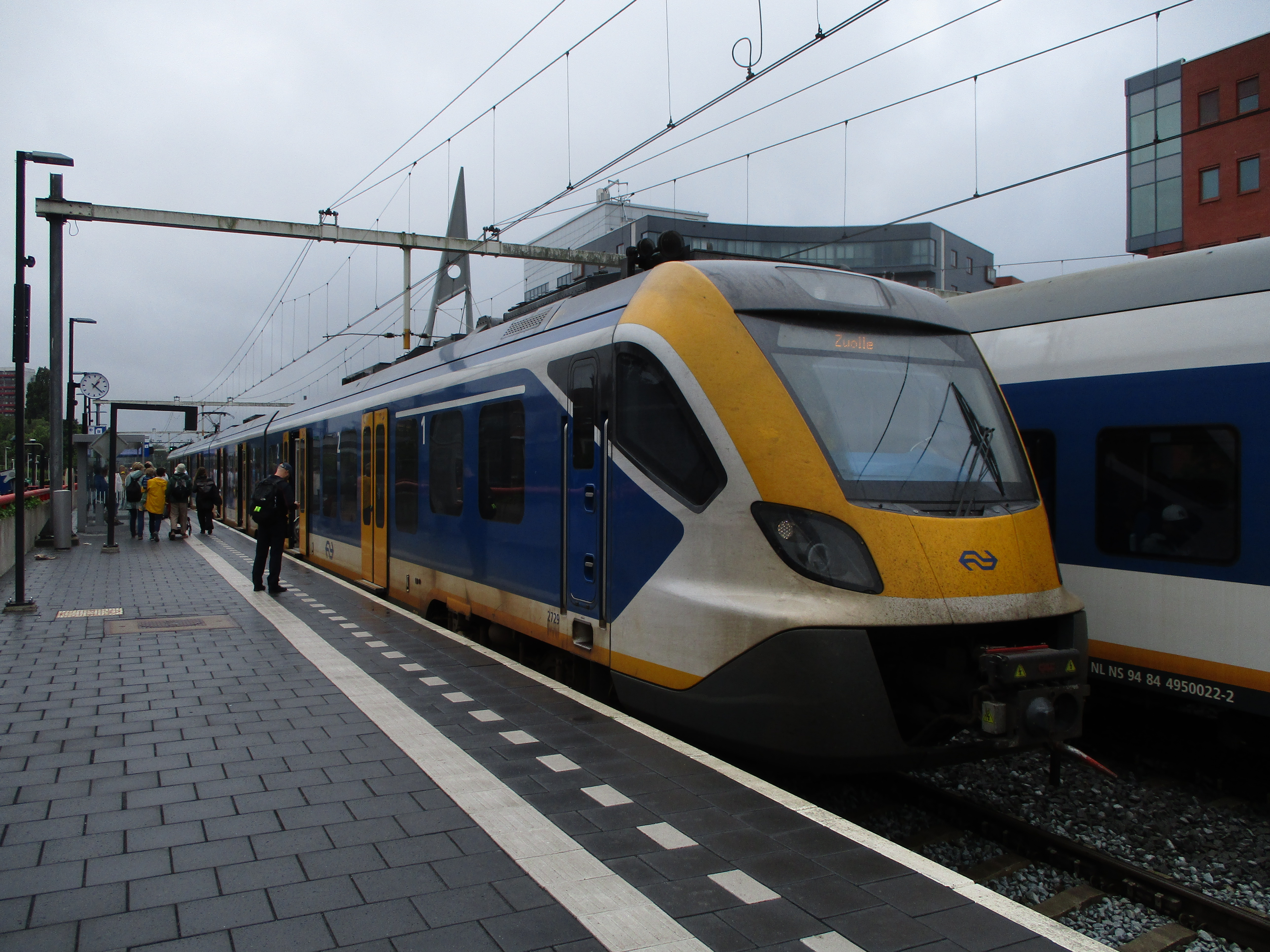
De Sprinter (SNG-4) richting Zwolle
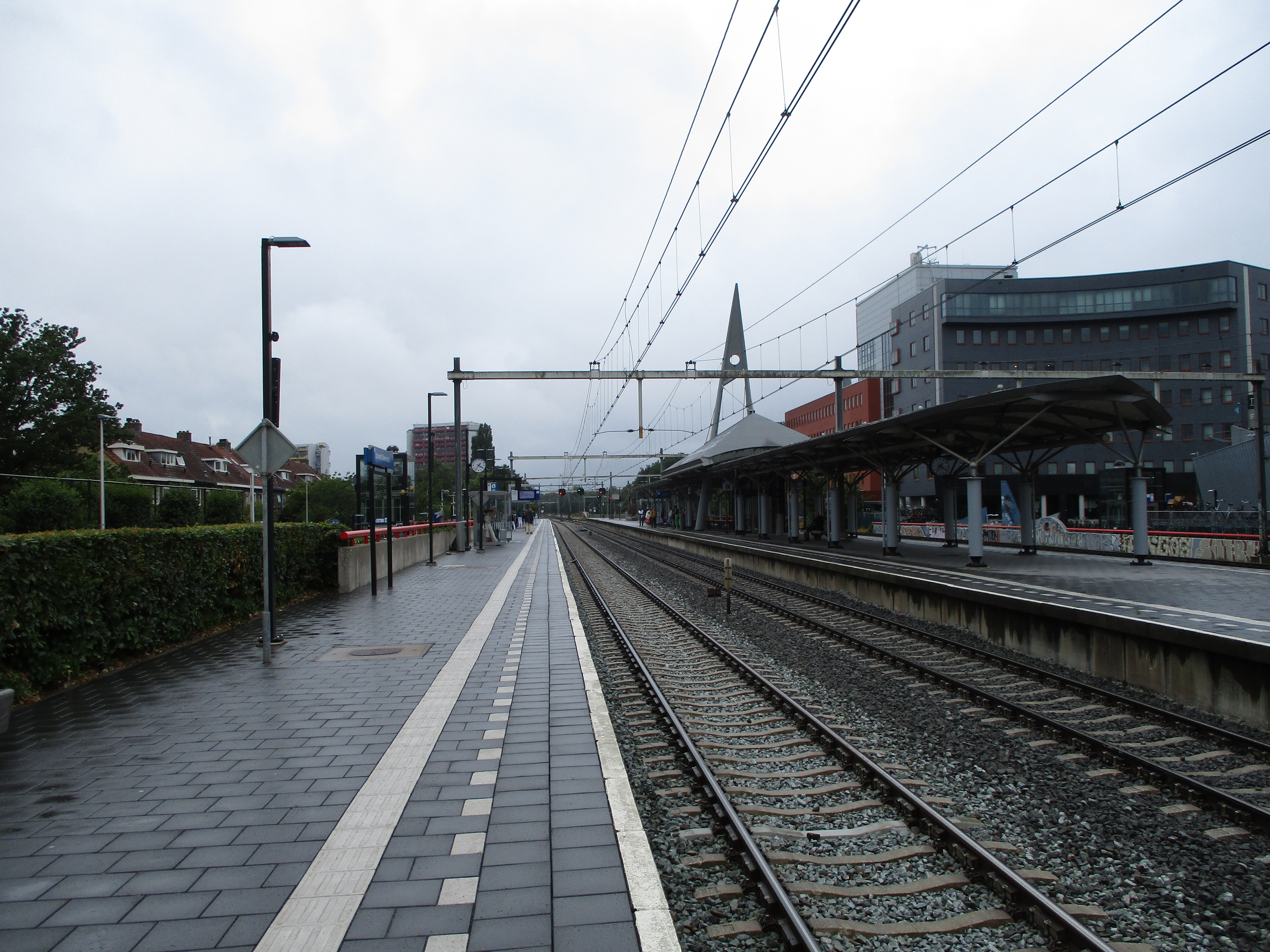
Spoor 1
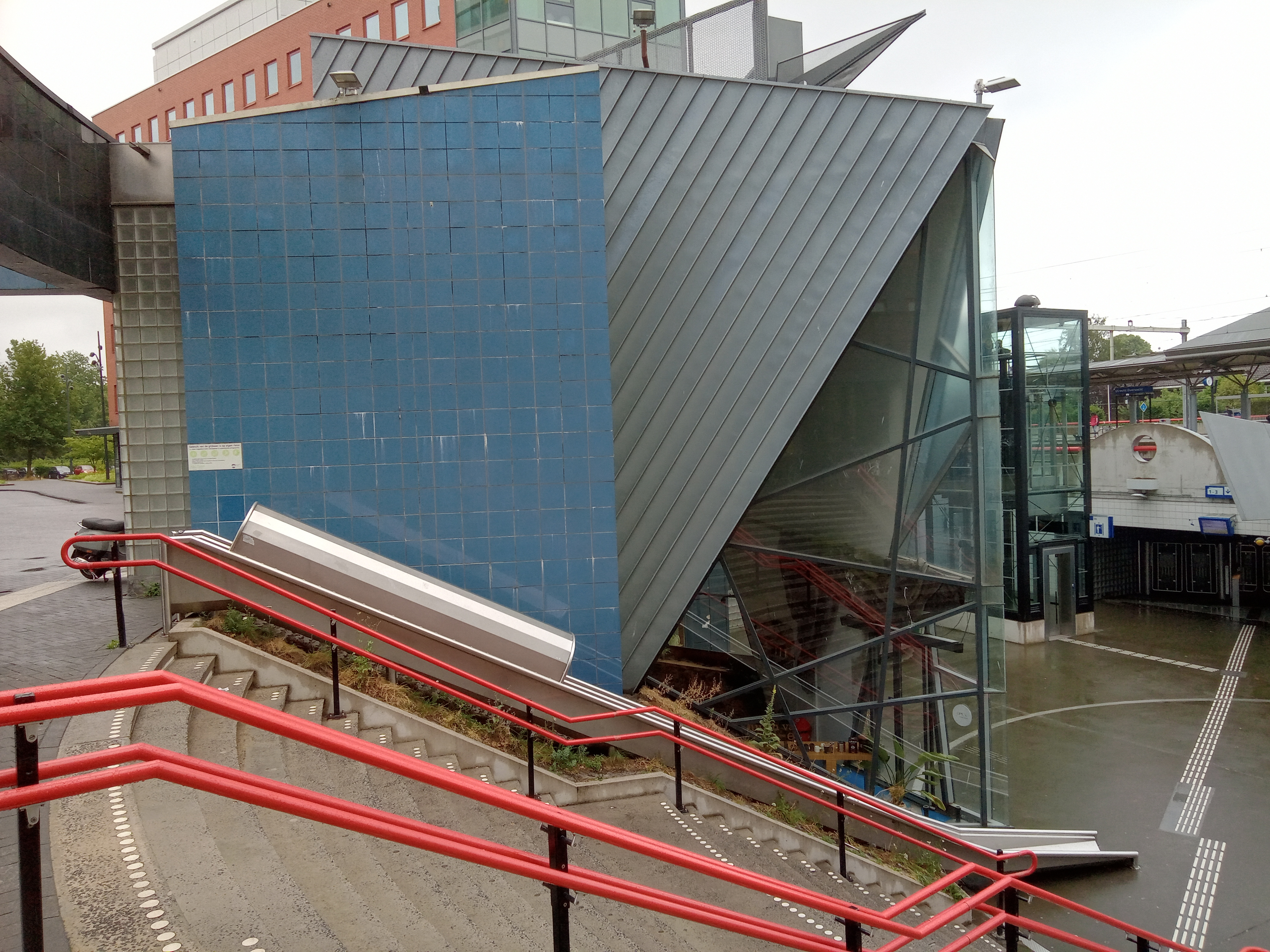
Glijbaan om op het pleintje voor de poortjes te komen